# Zaid Qunbar
Zaid Qunbar (Język arabski. زيد القنبر; ur. 4 września 2002 w Jerozolimie) – palestyński piłkarz grający na pozycji napstnika w klubie Jabal Al-Mukaber Club oraz reprezentacji Palestyny.
W swojej karierze występował także w Shabab Al-Dhahiriya. W kadrze narodowej zadebiutował 16 listopada 2023 w meczu z Libanem. Został powołany na Puchar Azji 2023, gdzie zdobył bramkę w meczu ze Zjednoczonymi Emiratami Arabskimi.